# 霍爾姆巴赫河
47°46′15″N 11°26′04″E / 47.77079°N 11.43445°E

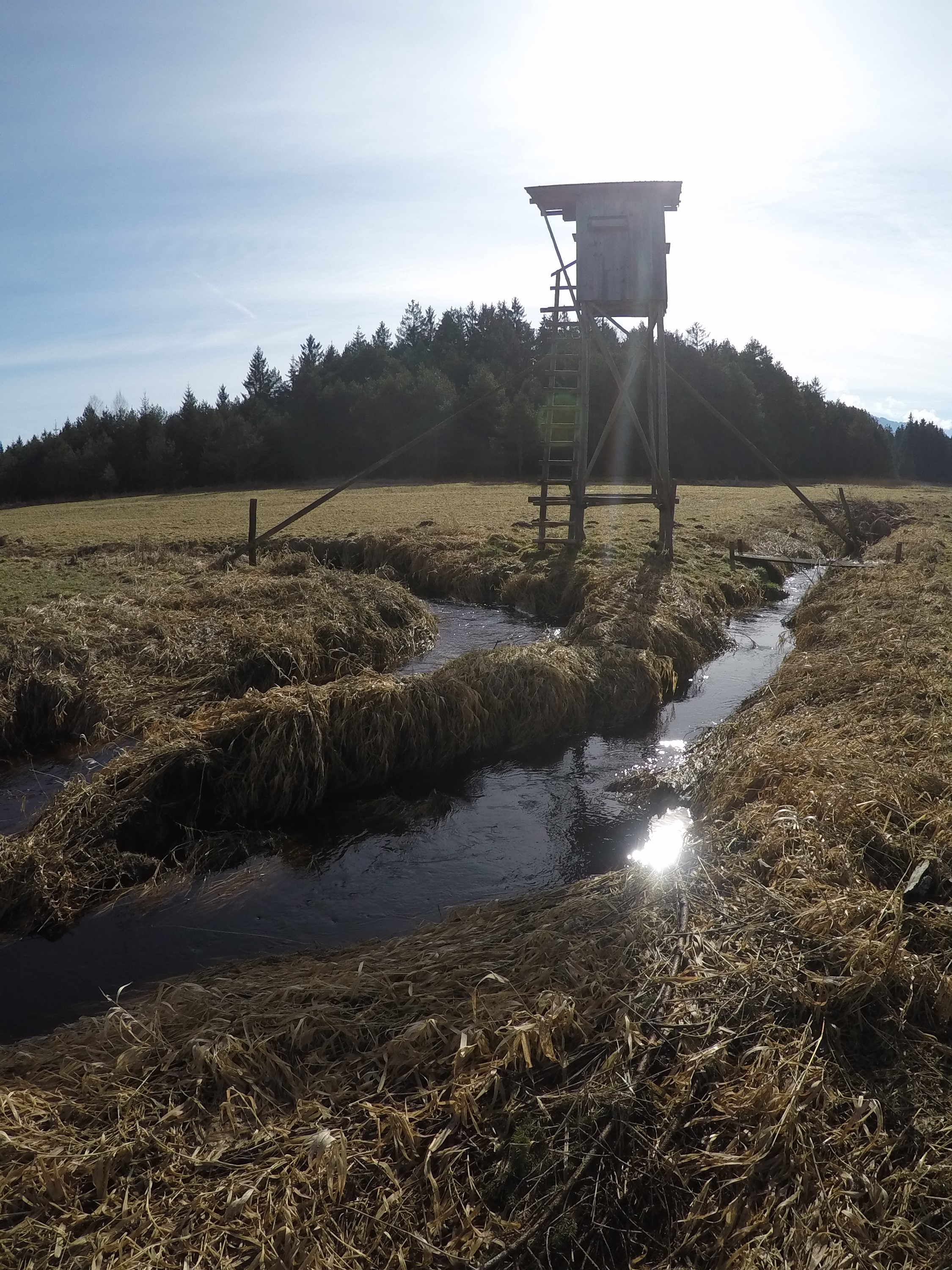

霍爾姆巴赫河（德語：Holmbach），是德國的河流，位於該國東南部，由巴伐利亞負責管轄，屬於哈瑟爾巴赫河的支流，流經巴特特爾茨-沃爾夫拉茨豪森縣，河道全長2公里。